# 27 ottobre
Il 27 ottobre è il 300º giorno del calendario gregoriano (il 301º negli anni bisestili). Mancano 65 giorni alla fine dell'anno.

## Eventi
- 625 – Elezione di papa Onorio I
- 939 – Edmondo I d'Inghilterra succede ad Atelstano d'Inghilterra
- 1275 – Fondazione della città di Amsterdam
- 1492 – Cristoforo Colombo arriva a Cuba
- 1553 – Condannato come eretico dai Calvinisti, Michele Serveto è bruciato al palo appena fuori Ginevra
- 1682 – Fondazione della città di Filadelfia in Pennsylvania (USA)
- 1775 – Fondazione della Marina statunitense
- 1789 – Una colonna partigiana al comando del Van der Mersch sconfigge due battaglioni imperiali alla battaglia di Turnhout
- 1795 – Stati Uniti e Spagna firmano il Trattato di Madrid, che stabilisce i confini tra le colonie spagnole e gli USA
- 1810 – Gli Stati Uniti si annettono la Florida occidentale
- 1838 – Il governatore del Missouri Lilburn Boggs emana l'Ordine di Sterminio, che ordina a tutti i Mormoni lasciare lo Stato
- 1848 – Sortita italiana dal Forte di Marghera per liberare Mestre dalle truppe austriache, nella quale morì lo scrittore Alessandro Poerio.
- 1904 – Inaugurazione della prima linea di metropolitana della città di New York. Il sistema diventerà il più grande degli USA, e uno dei più grandi del mondo
- 1922 – in Italia avviene la Marcia su Roma, guidata da Benito Mussolini
- 1938 – Il tenore Ferruccio Tagliavini debutta al Comunale di Firenze nei panni di Rodolfo ne La bohème
- 1953 – La bomba atomica britannica Totem 2 è fatta esplodere a Emu Field nell'Australia Meridionale
- 1954 – Benjamin O. Davis Jr. diventa il primo generale afro-americano dell'aviazione degli Stati Uniti
- 1961 – La NASA lancia il primo razzo Saturn I del Programma Apollo
- 1962
  - Fine della Crisi dei missili di Cuba
  - L'aereo su cui volava Enrico Mattei, presidente dell'ENI precipita nelle campagne intorno Bascapè (PV). La dinamica dell'incidente non è ancora stata chiarita
- 1971 – La Repubblica Democratica del Congo è rinominata Zaire
- 1979 – Saint Vincent e Grenadine ottengono l'indipendenza dal Regno Unito
- 1981 – Il sottomarino sovietico U 137 si aggira nelle coste orientali della Svezia
- 1986 – I principali rappresentanti delle religioni del mondo si riuniscono ad Assisi, su invito di papa Giovanni Paolo II per un incontro di preghiera in nome di San Francesco, profeta della pace.
- 1991
  - Il Turkmenistan dichiara l'indipendenza dall'Unione Sovietica
  - A Bari nella notte tra il 26 e il 27 brucia il Teatro Petruzzelli
- 1998 – Gerhard Schröder diventa Cancelliere di Germania per la prima volta
- 1999 – Il primo ministro Vazgen Sargsyan e altri 6 membri del parlamento vengono uccisi durante un attacco al Parlamento armeno
- 2002 – Il sindacalista Luiz Inácio Lula da Silva è eletto presidente del Brasile
- 2004 – La squadra di baseball dei Boston Red Sox tornano a vincere le World Series dopo 86 anni (il periodo della cosiddetta Maledizione del Bambino).
- 2017 – Il Parlamento catalano, a seguito del referendum del 1º ottobre 2017, dichiara con 70 voti a favore e 10 contrari l'indipendenza dalla Spagna
- 2019 – Morto durante un raid Abu Bakr al-Baghdadi, uno dei 2 fondatori dell'ISIS.

## Nati
Ci sono circa 1 060 voci su persone nate il 27 ottobre; vedi la pagina Nati il 27 ottobre per un elenco descrittivo o la categoria Nati il 27 ottobre per un indice alfabetico.

## Morti
Ci sono circa 500 voci su persone morte il 27 ottobre; vedi la pagina Morti il 27 ottobre per un elenco descrittivo o la categoria Morti il 27 ottobre per un indice alfabetico.

## Feste e ricorrenze

### Civili
Internazionali:
- UNESCO – Giornata mondiale del patrimonio audiovisivo

Nazionali:
- Saint Vincent e Grenadine – Giorno dell'indipendenza (1979)

### Religiose
Cristianesimo:
- Santa Balsamia di Reims
- Santa Claudia Procula, moglie di Ponzio Pilato (Chiesa ortodossa)
- Sant'Evaristo, papa
- San Gaudioso di Napoli, vescovo
- San Milio di Cornovaglia, re
- San Namazio di Clermont, vescovo
- Sant'Otterano di Iona, monaco
- San Teodulo di Sion (o Teodoro II), vescovo
- San Trasea di Eumenia, vescovo
- Santi Proto e Gianuario di Torres
- Beato Bartolomeo da Breganze, vescovo
- Beato Cesare Taparelli di Genola, sacerdote gesuita
- Beata Emelina, eremita e conversa cistercense
- Beato Pietro de Lauro, mercedario
- Beato Pietro de Pazzis, mercedario
- Beato Salvador Mollar Ventura, religioso e martire